# فرانک پیرسون
فرانک رومر پیرسون (به انگلیسی: Frank Romer Pierson) (زادهٔ ۱۲ مه ۱۹۲۵ در چاپاکوا، نیویورک – درگذشتهٔ ۲۳ ژوئیه ۲۰۱۲ در لس‌آنجلس) تهیه‌کننده، فیلم‌نامه‌نویس و کارگردان صاحب‌نام آمریکایی است.

## زندگی
پیرسون در تاریخ ۱۲ مهٔ سال ۱۹۲۵ میلادی در نیویورک به دنیا آمد و پس از تحصیل در دانشگاه هاروارد به عنوان خبرنگار در مجله «تایم» آغاز به کار کرد. او علاوه‌بر فعالیت در حوزهٔ خبر، فعالیت خود را به عنوان فیلم‌نامه‌نویس در برنامه‌های تلویزیونی ادامه داد و در نهایت در سال ۱۹۶۹ میلادی با ساخت نخستین فیلم سینمایی خود به نام «جنگ شیشه‌ای» (The Looking Glass War) پا به عرصهٔ سینما نهاد.
این تهیه‌کننده، فیلم‌نامه‌نویس و کارگردان صاحب‌نام آمریکایی در روز ۲۳ ژوئیه پس از گذراندن یک دوره بیماری در شهر لس‌آنجلس و در ۸۷ سالگی درگذشت.

## فعالیت هنری
پیرسون پس از فارغ‌التصیلی از دانشگاه و در کنار فعالیت خبرنگاری‌اش فعالیت خود را به عنوان فیلم‌نامه‌نویس در برنامه‌های تلویزیونی ادامه داد و در نهایت در سال ۱۹۶۹ میلادی با ساخت نخستین فیلم سینمایی خود به نام «جنگ شیشه‌ای» (The Looking Glass War) پا به عرصهٔ سینما نهاد.
فیلم‌های سینمایی «ستاره‌ای متولد شده است» (به انگلیسی: A Star is Born) که باربارا استرایسند و کریس کریستوفرسون در آن ایفای نقش کرده‌اند و «پادشاه کولی‌ها» (به انگلیسی: King of the Gupsies) از جمله آثار مطرح و برجسته‌ای هستند که فرانک پیرسون به‌ترتیب در سال‌های ۱۹۷۶ و ۱۹۷۸ میلادی کارگردانی آن‌ها را برعهده داشته‌است.
فرانک پیرسن علاوه‌بر فعالیت به عنوان تهیه‌کننده، فیلم‌نامه‌نویس و کارگردان، بین سال‌های ۲۰۰۱ تا ۲۰۰۵ میلادی نیز نمایندهٔ آکادمی هنرهای تصویری و علوم اسکار بود. او همچنین در سال‌های آخر عمر خود نیز به عنوان تهیه‌کننده و نویسنده در ۲ مجموعهٔ تلویزیونی «مردان دیوانه» (به انگلیسی: Mad Men) و «همسر خوب» (به انگلیسی: The Good Wife) فعالیت می‌کرد.
او همچنین بین سال‌های ۱۹۸۱ تا ۱۹۸۳ میلادی و ۱۹۹۳ تا ۱۹۹۵ میلادی نمایندهٔ «انجمن نویسندگان آمریکا» بود.

## جوایز
فرانک پیرسون در سال ۱۹۷۶ موفق شد برای نگارش فیلم‌نامهٔ «بعدازظهر سگی» جایزهٔ اسکار بهترین فیلمنامهٔ غیراقتباسی را دریافت کند.
پیرسون پیش از این فیلم، در سال‌های ۱۹۶۶ و ۱۹۶۸ نیز به ترتیب برای نگارش فیلم‌نامهٔ فیلم‌های سینمایی «کت بالو» و «لوک خوش‌شانس» (به انگلیسی: Cool Hand Luke) نامزد دریافت جایزهٔ اسکار بهترین فیلم‌نامهٔ اقتباسی شده بود.
علاوه بر این، پیرسون در سال‌های ۱۹۹۵ و ۲۰۰۱ برای ساخت فیلم‌های تلویزیونی «ترومن» (به انگلیسی: Truman)) و «توطئه» (به انگلیسی: Conspiracy) موفق به دریافت ۲ جایزهٔ بهترین کارگردان مراسم اهدای جوایز «امی» شده‌است.
پیرسون همچنین توانسته جایزهٔ یک عمر دستاورد هنری انجمن نویسندگان آمریکا را نیز به خود اختصاص دهد.
جایزهٔ ویژه جشنواره بین‌المللی فیلم برلین برای نگارش فیلم‌نامه «کت بالو» در سال ۱۹۶۵ و جایزهٔ بهترین کارگردان «انجمن کارگردانان آمریکا» برای ساخت فیلم سینمایی «توطئه» در سال ۲۰۰۲ میلادی دیگر جوایزی‌اند که فرانک پیرسون در دوران فعالیت خود موفق به دریافت آن‌ها شده‌است.

## فیلم‌شناخت
کارگردانی
- تفنگ داشته باش – سفر می‌کنی (۱۹۶۲) (مجموعهٔ تلویزیونی)
- جادهٔ ۶۶ (۱۹۶۳) (مجموعهٔ تلویزیونی)
- جنگ شیشه‌ای (۱۹۶۹)
- سقف نئونی (۱۹۷۱)
- نیکول‌ها (۱۹۷۱) (مجموعهٔ تلویزیونی)
- بی‌باکان: پزشکان جدید (۱۹۷۳) (مجموعهٔ تلویزیونی)
- ستاره‌ای متولد شده است (۱۹۷۶)
- شاه کولی‌ها (۱۹۷۸)
- آلفرد هیچکاک تقدیم می‌کند (۱۹۸۵) (مجموعهٔ تلویزیونی)
- یک نفر باید عکس‌برداری کند (۱۹۹۰)
- شهروند کهن (۱۹۹۲)
- زن لاکوتا: محاصره با زانوی مجروح (۱۹۹۴)
- ترومن (۱۹۹۵)
- تصاویر کثیف (۲۰۰۰)
- توطئه (۲۰۰۱)
- دوست‌دختر سرباز (۲۰۰۳)
- بهشت (۲۰۰۴)

فیلم‌نامه‌نویسی
- تفنگ داشته باش – سفر می‌کنی (۱۹۶۲) (مجموعهٔ تلویزیونی)
- شهر برهنه (۱۹۶۲–۱۹۶۳)
- جادهٔ ۶۶ (۱۹۶۳) (مجموعهٔ تلویزیونی)
- کت بالو (۱۹۶۵)
- اتفاقی (۱۹۶۷)
- لوک خوش‌دست (۱۹۶۷)
- جنگ شیشه‌ای (۱۹۶۹)
- ۴۲ امین جایزه سالانه آکادمی (۱۹۷۰)
- نوارهای اندرسون (۱۹۷۱)
- نیکول‌ها (۱۹۷۱–۱۹۷۲) (مجموعهٔ تلویزیونی)
- بی‌باکان: پزشکان جدید (۱۹۷۳) (مجموعهٔ تلویزیونی)
- آماندا فالون (۱۹۷۳)
- بعدازظهر سگی (۱۹۷۵)
- ستاره‌ای متولد می‌شود (۱۹۷۶)
- شاه کولی‌ها (۱۹۷۸)
- بلااستفاده (۱۹۸۰)
- در دهات (۱۹۸۹)
- بی‌گناه پیشفرض (۱۹۹۰)
- زن خوب (۲۰۱۰)
- مد من (۲۰۱۲)

## پی‌نوشت
1. ↑  “Frank Pierson Biography”,  Filmreference.
2. 1 2 3 4 5 6 7 8 9 10 11  «نویسندهٔ فیلم‌نامهٔ «بعدازظهر سگی»...»،  سینماپرس.